# Byšta
Byšta (em húngaro: Biste) é um município da Eslováquia, situado no distrito de Trebišov, na região de Košice. Tem 11,52 km² de área e sua população em 2018 foi estimada em 155 habitantes.

## Demografia
| Ano:        | 1994 | 2004    | 2014   | 2024 |
| ----------- | ---- | ------- | ------ | ---- |
| Broj ljudi: | 184  | 157     | 150    | 138  |
| Razlika:    |      | -14,67% | -4,45% | -8%  |

| Ano:               | 2023 | 2024   |
| ------------------ | ---- | ------ |
| Número de pessoas: | 139  | 138    |
| Diferença:         |      | -0,71% |